# Gotfred Johansen
Gotfred Svend Kristian Johansen (ur. 4 maja 1895 w Kopenhadze, zm. 2 lutego 1978 w Helsingør) – duński bokser wagi lekkiej. W 1920 roku na letnich igrzyskach olimpijskich w Antwerpii zdobył srebrny medal.
Jego syn Eigil Johansen był zapaśnikiem, olimpijczykiem z Helsinek w 1952 roku.